# Bystrino (obwód wołogodzki)
Bystrino (ros. Быстрино) – wieś w Rosji, w rejonie czerepowieckim obwodu wołogodzkiego. W 2010 liczyła 37 mieszkańców.